# Lucie Kriegsmannová
Lucie Kriegsmannová (* 7. März 1985) ist eine ehemalige tschechische Tennisspielerin.

## Karriere
Lucie Kriegsmannová gewann auf dem ITF Women’s Circuit insgesamt fünf Einzel- und 31 Doppeltitel.

## Turniersiege

### Einzel
| Nr. | Datum       | Turnier        | Kategorie   | Belag | Finalgegnerin       | Ergebnis       |
| --- | ----------- | -------------- | ----------- | ----- | ------------------- | -------------- |
| 1.  | August 2008 | Prag           | ITF $10.000 | Sand  | Kateřina Kramperová | 7:5, 6:2       |
| 2.  | Juli 2009   | Horb am Neckar | ITF $10.000 | Sand  | Michelle Gerards    | 6:4, 6:4       |
| 3.  | August 2009 | Wien           | ITF $10.000 | Sand  | Nataša Zorić        | 6:4, 6:77, 7:5 |
| 4.  | August 2009 | Olmütz         | ITF $10.000 | Sand  | Iveta Gerlová       | 6:75, 6:2, 6:2 |
| 5.  | August 2010 | Wien           | ITF $10.000 | Sand  | Zuzana Zálabská     | 6:3, 6:1       |

### Doppel
| Nr. | Datum          | Turnier          | Kategorie   | Belag     | Partnerin             | Finalgegnerinnen                           | Ergebnis          |
| --- | -------------- | ---------------- | ----------- | --------- | --------------------- | ------------------------------------------ | ----------------- |
| 1.  | Juni 2003      | Doksy            | ITF $10.000 | Sand      | Iveta Gerlová         | Jana Macurová Lenka Novotná                | 7:5, 6:3          |
| 2.  | September 2004 | Prešov           | ITF $10.000 | Sand      | Zuzana Zálabská       | Lenka Broosova Lenka Dlhopolcová           | 6:2, 4:6, 6:1     |
| 3.  | Juni 2005      | Doksy            | ITF $10.000 | Sand      | Iveta Gerlová         | Petra Novotnikova Veronika Raimrova        | 4:6, 6:4, 6:2     |
| 4.  | Juli 2005      | Horb am Neckar   | ITF $10.000 | Sand      | Zuzana Zálabská       | Ivanna Israilov Elena Chalova              | 6:4, 6:3          |
| 5.  | September 2005 | Gliwice          | ITF $10.000 | Sand      | Zuzana Zálabská       | Olga Brózda Natalia Kolat                  | 7:5, 4:6, 6:2     |
| 6.  | Juni 2006      | Doksy            | ITF $10.000 | Sand      | Iveta Gerlová         | Hana Birnerová Xenija Lykina               | 6:74, 6:2, 6:2    |
| 7.  | Juni 2006      | Lenzerheide      | ITF $10.000 | Sand      | Nikola Fraňková       | Carmen Klaschka Justine Ozga               | 6:2, 6:4          |
| 8.  | Juni 2006      | Davos            | ITF $10.000 | Sand      | Magdalena Kiszczynska | Erika Clarke-Magana Lorena Villalobos-Cruz | 6:1, 7:64         |
| 9.  | August 2006    | Kędzierzyn-Koźle | ITF $10.000 | Sand      | Simona Dobra          | Irina Khatsko Mariya Malkhasyan            | 6:4, 7:64         |
| 10. | März 2007      | Ramat haScharon  | ITF $10.000 | Hartplatz | Iveta Gerlová         | Martina Babáková İpek Şenoğlu              | 6:3, 6:3          |
| 11. | April 2007     | Bol              | ITF $10.000 | Sand      | Iveta Gerlová         | Mihaela Buzărnescu Nadja Roma              | 6:3, 7:5          |
| 12. | Juni 2007      | Doksy            | ITF $10.000 | Sand      | Iveta Gerlová         | Hana Birnerová Monika Kochanova            | 6:2, 6:1          |
| 13. | Juli 2007      | Horb am Neckar   | ITF $10.000 | Sand      | Simona Dobra          | Miljana Adanko Laura Haberkorn             | 6:3, 6:3          |
| 14. | September 2007 | Prag             | ITF $10.000 | Sand      | Simona Dobra          | Barbora Matúšová Anna Mydlowska            | 6:2, 6:1          |
| 15. | Juli 2008      | Horb am Neckar   | ITF $10.000 | Sand      | Simona Dobra          | Danielle Harmsen Kim Kilsdonk              | 2:6, 6:3, [10:8]  |
| 16. | August 2008    | Prag             | ITF $10.000 | Sand      | Hana Birnerová        | Barbora Krtickova Lucie Sipkova            | 6:2, 6:72, [10:7] |
| 17. | Oktober 2008   | Dubrovnik        | ITF $10.000 | Sand      | Darina Sedenkova      | Andrea Rebrova Patricia Veresova           | 6:4, 6:3          |
| 18. | Oktober 2008   | Dubrovnik        | ITF $10.000 | Sand      | Darina Sedenkova      | Aleksandra Filipovski Réka Luca Jani       | 6:2, 6:2          |
| 19. | Februar 2009   | Albufeira        | ITF $10.000 | Hartplatz | Darina Sedenkova      | Giulia Gatto-Monticone Federica Quercia    | 6:0, 6:2          |
| 20. | August 2009    | Prag             | ITF $10.000 | Sand      | Simona Dobra          | Martina Borecká Iveta Gerlová              | 7:62, 6:2         |
| 21. | April 2010     | Kairo            | ITF $10.000 | Sand      | Iveta Gerlová         | Galina Fokina Elina Gassanowa              | 6:4, 6:3          |
| 22. | Juli 2010      | Horb am Neckar   | ITF $10.000 | Sand      | Simona Dobra          | Korina Perkovic Anna Zaja                  | 4:6, 7:65, [10:8] |
| 23. | August 2010    | Wien             | ITF $10.000 | Sand      | Iveta Gerlová         | Pavla Šmídová Zuzana Zálabská              | 7:5, 6:3          |
| 24. | August 2010    | Trnava           | ITF $25.000 | Sand      | Iveta Gerlová         | Michaela Hončová Lenka Wienerová           | 6:2, 6:1          |
| 25. | August 2010    | Prag             | ITF $10.000 | Sand      | Iveta Gerlová         | Zuzana Luknárová Karin Morgošová           | 6:1, 6:3          |
| 26. | Oktober 2010   | Ain Suchna       | ITF $10.000 | Sand      | Iveta Gerlová         | Valentine Confalonieri Dalila Jakupović    | 6:1, 6:4          |
| 27. | Oktober 2010   | Ain Suchna       | ITF $10.000 | Sand      | Iveta Gerlová         | Réka Luca Jani Martina Kubičíková          | 6:3, 3:6, [10:8]  |
| 28. | November 2010  | Přerov           | ITF $25.000 | Hartplatz | Iveta Gerlová         | Olga Brózda Natalia Kolat                  | 6:1, 6:3          |
| 29. | August 2011    | Wien             | ITF $10.000 | Sand      | Simona Dobra          | Sandra Martinović Janina Toljan            | 6:4, 6:1          |
| 30. | August 2011    | Piešťany         | ITF $10.000 | Sand      | Simona Dobra          | Paula Kania-Choduń Martina Kubičíková      | 6:4, 6:2          |
| 31. | August 2011    | Prag             | ITF $25.000 | Sand      | Iveta Gerlová         | Jana Čepelová Katarzyna Piter              | 6:78, 6:1, [10:8] |